# Естефанія Бальда Альварес
Естефанія Бальда Альварес (ісп. Estefania Balda Álvarez; нар. 30 червня 1987) — колишня еквадорська тенісистка.
Найвищу одиночну позицію світового рейтингу — 519 місце досягла 12 вересня 2005, парну — 459 місце — 12 вересня 2005 року.
Здобула 1 одиночний та 3 парні титули.

## Фінали ITF
| Турніри $25,000 |
| Турніри $10,000 |

### Одиночний розряд (1–1)
| Результат | W–L | Дата     | Турнір               | Рівень | Покриття | Суперниця            | Рахунок  |
| --------- | --- | -------- | -------------------- | ------ | -------- | -------------------- | -------- |
| Перемога  | 1–0 | Вер 2004 | ITF Богота, Колумбія | 10,000 | Ґрунт    | Maria-Белен Корбалан | 6–1, 6–4 |
| Поразка   | 1–1 | Жов 2004 | ITF Гоянія, Бразилія | 10,000 | Ґрунт    | Марія Хосе Архері    | 2–6, 4–6 |

### Парний розряд (3 перемоги)
| Результат | W–L | Дата     | Турнір                     | Рівень | Покриття | Партнерка          | Суперниці                                | Рахунок     |
| --------- | --- | -------- | -------------------------- | ------ | -------- | ------------------ | ---------------------------------------- | ----------- |
| Перемога  | 1–0 | Вер 2004 | ITF Богота, Колумбія       | 10,000 | Ґрунт    | Карен Кастібланко  | Маріана Дуке-Маріньо Вікі Нуньєс Фуентес | 7–6(2), 7–5 |
| Перемога  | 2–0 | Жов 2004 | ITF Кампу-Гранді, Бразилія | 10,000 | Ґрунт    | Роксане Вайзенберг | Естефанія Красіун Катерина Дранець       | 6–1, 6–4    |
| Перемога  | 3–0 | Сер 2005 | ITF Богота, Колумбія       | 10,000 | Ґрунт    | Маріана Мусі       | Лусіана Сарменті Марія Ірігоєн           | 7–5, 6–3    |

## ITF Junior Circuit
| Категорія GA |
| Категорія G1 |
| Категорія G2 |
| Категорія G3 |
| Категорія G4 |
| Категорія G5 |

### Одиночний розряд (1–1)
| Результат | Ранг | Дата        | Місце                 | Покриття | Суперниця    | Рахунок       |
| --------- | ---- | ----------- | --------------------- | -------- | ------------ | ------------- |
| Перемога  | 1.   | січень 2004 | Барранкілья, Колумбія | Ґрунт    | Джулія Коен  | 6–2, 6–3      |
| Поразка   | 2.   | січень 2005 | Барранкілья, Колумбія | Ґрунт    | Джулія Габба | 6–4, 3–6, 1–6 |

### Парний розряд (1–3)
| Результат | Ранг | Дата          | Місце                    | Покриття | Партнерка                     | Суперниці                              | Рахунок        |
| --------- | ---- | ------------- | ------------------------ | -------- | ----------------------------- | -------------------------------------- | -------------- |
| Поразка   | 1.   | лютий 2004    | Куенка, Еквадор          | Ґрунт    | Марія Фернанда Альварес Теран | Liset Brito-Herrera Флоренсія Молінеро | 6–7(4), 6–7(5) |
| Поразка   | 2.   | березень 2004 | Mar del Plata, Аргентина | Ґрунт    | Естефанія Красіун             | Андреа Бенітес Бетіна Хосамі           | 2–6, 1–6       |
| Поразка   | 3.   | січень 2005   | Барранкілья, Колумбія    | Ґрунт    | Флоренсія Молінеро            | Бібіана Схофс Роксане Вайзенберг       | w/o            |
| Перемога  | 4.   | січень 2005   | Куенка, Еквадор          | Ґрунт    | Роксане Вайзенберг            | Anna Bartenstein Флоренсія Молінеро    | 3–6, 6–3, 6–4  |